# أحمد بن عبد الله المغلوث
أحمد عبد الله المغلوث فنان تشكيلي ورسام كاريكاتير سعودي، ولد في المبرز في الأحساء عام 1950م (1370م). شارك في عشرات المعارض في داخل السعودية وخارجها، وقد عرضت لوحاته في معارض الجائزة الكبرى في موناكو، وفي جامعة السوربون الفرنسية، وجامعتي يوتا وسكرانتون بالولايات المتحدة، وفي بعض المتاحف العالمية مثل متحف يويو يانغ بتايبيه، وهورايزن الأميركي، والمركز الثقافي بالإمارات، ومتحف الأميرة ديانا في بريطانيا.

## نبذة عنه
- حاصل على بكالوريوس تاريخ من جامعة الملك عبد العزيز، ودراسات خاصه في التكنيك اللوني والتصميم.
- بدأ بممارسة الفن منذ الصغر من خلال موهبته.
- شارك في مختلف المعارض المدرسية وفي أول معرض جماعي أقامته كلية البترول والمعادن (جامعة الملك فهد حالياً).
- قدم للملك فيصل لوحة شخصيه بروتريه عند افتتاحه لمشروع الري والصرف عام 1991، وقدم أيضاً للملك خالد لوحة شخصية عند افتتاحه لجامعة الملك فيصل في الأحساء عام 1996.
- شارك في مختلف المعارض الجماعية التي أقامتها رعاية الشباب بالاحساء، وفي معارض جمعية الثقافة والفنون بالاحساء والشرقيه والرياض.

## مشاركاته قي المعارض الفنية
- شارك في أول معرض لفناني المملكة عام 1996. ومعارض الأسابيع الثقافية في استكهولم بالسويد، ومعارض الأسابيع الثقافية بالجزائر، وأول معرض للحروفيين، وفي المعرض الثلاثي المتنقل، وفي معرض السعودية والكويت بالخفجي، وشارك في معارض السعودية.
- شارك في معرض المسابقة الدنماركية عام 1407هـ وحصل على الجوائز الثلاث.
- عرضت أعماله في معارض الجائزة الكبرى بموناكو، وشارك في معرض الفن ببغداد ومعارض النخبه الدولية في باريس وميامي عام 1998 م1999م، وشارك في معارض الفن السعودي المعاصر ومعارض المقتنيات منذ بدايه انطلاقتها.
- شارك في معرض الانتفاضة، وأصدقاء المرضى والمعوقين المخصصة لدعمهم خيرياً، وعرضت أعماله في معارض دولية أقيمت بجامعة السربون الفرنسية، وجامعة يوتا الإمريكية، وميامي والصين.[3]

## أماكن عرض أعماله الفنية
توجد لوحاته في بعض المتاحف والغاليريهات العالمية مثل متحف يويو يانغ بتايبيه وهورايزن الأمريكي والمركز الثقافي بالإمارات ومتحف ديانا ومتحف عبد الرؤف خليل بجده
إضافة إلى متاحف خاصة في ليبيا والولايات المتحدة الأمريكية وغاليري سبسيا دلفا الأمريكي وغاليري هاتيوفيل الفرنسي.
ويفتخر بأن أعماله موجوده لدى العديد من القادة العرب وكبار المسؤلين، ورجال الأعمال في المملكة والخليج وبعض الدول العربية. ويملك مستشفى أرامكو بالاحساء العديد من أعماله، وفندق الأحساء الانتركونتيننتال، ومستشفى الأحساء، وبعض الإدارات الحكومية.

## اهتماماته برسوم الكاريكاتير
- اهتم بالرسم الكريكاتوري ونشرت رسومه في العديد من الصحف السعودية والخليجية، وأشرف على أول دورة تدريبية لفن الكاريكاتير بجمعية الثقافة والفنون بالإحساء، وأصدر كتاب ابتسامات رسوم كاريكاتورية، وكتاب عن الإحساء رسوم بالأسود والأبيض.
- شارك في مهرجان أرامكو من ضمن مجموعة من الرسامين التشكيلين في استعراض للرسم في 2012م.
- ألقى بعض المحاضرات عن الفن التشكيلي بالإحساء وحائل.
- شارك في تقديم بعض البرامج التلفزيونية عن الكاريكاتير خلال برنامج المملكة هذا الصباح، وشارك في أول حلقة عن الكاريكتير في برنامج وجها لوجه بالقناه السعودية الأولى.
- قام برسم وتصميم الكثير من شعارات الشركات والمؤسسات السعودية والخليجيه إضافة إلى تصميمه لبعض الطوابع السعودية، كطابع ترشيد الكهرباء وطابع حائل.

## سبقه لغيره
قام الفنان أيضاً بتصميم بعض المجسمات الجماليه ونفذ بعضها في كل من الباحة بالجرشي والخفجي والاحساء ومؤخرا قام بتطوير تصميمه لبوابة الاحساء ومجسم الاحساء وسلة الرطب إضافة إلى العديد من المجسمات الجماليه المستوحاة من التراث والتاريخ والبيئة السعودية المحلية وخلال العقود الثلاثة الماضية اقام الفنان سبعة معارض شخصيه في كل من الاحساء والشارقة وجده ويستعد الفنان لإقامة معرضه الثامن بالرياض.. ونشير كذلك إلى أنه أول فنان يقوم بالرسم على سعف النخيل، وأول فنان سعودي يرسم الأدباء الذين كرمتهم الدولة عام 1404هـ و1405هـ، وأول فنان سعودي تعرض لوحاته في معرض بجامعة السربون الفرنسية، وأول فنان تطبع لوحاته على شكل بوسترات وبمقاسات كبيرة، وأول فنان سعودي يرسم جداريات لالعاب الأطفال والحرفيين، وأول فنان سعودي تخصص له مجلة الفنان الصينية صفحتين من أعماله.
ومن أوائل من كتب عن الفن التشكيلي السعودي في التسعينات الهجريه واعد وحرر صفحة فنون تشكيليه بملحق المربد بجريدة اليوم وفنون تشكيليه بمجلة الشرق بالدمام وكتب عدة مقالات وزوايا في كل من الرياض والأربعاء والجزيرة.
ويسعد الفنان بأن مجموعه كبيرة من المجلات العربية قد كتبت دراسات وتحليلات عنه وعن أعماله مثل الفنان الصينية والشموع المصرية والاقلام العراقية والطليعة الأدبية والتضامن والصياد واميترارت الفرنسية وصباح الخير المصرية والخليج الاماراتيه وزهرة الخليج وكل الناس
والفنان متفرغ للفن والصحافة والأدب ويعمل حاليا مستشارا فنيا لوكالة افنان للاعلام.. ومؤخرا شارك في معرض الصالون العالمي للكاريكاتير بفرنسا برسوم عن الإرهاب وتلقى دعوه من جامعة ويبر ستريت الإمريكية لإقامة معرض شخصي لاعماله في رحاب الجامعة..

## مناصبه
1. عمل مديراً للعلاقات العامة في وزارة الصحة بمنطقة الاحساء لمدة ثلاثين عاماً.. وتقاعد منها بتاريخ 1 / 1 / 1426
2. يعمل حالياً مديراً لتحرير جريدة الرياض السعودية في منطقة الاحساء منذ خمسة وثلاثين عاماً
3. مديراً عاماً لوكالته افنان للدعاية والإعلان المستحدثه من ثلاثة سنوات